# مقاطعة سياهكل
مقاطعة سياهكل (بالفارسية: شهرستان سیاهکل) هي إحدى مقاطعات محافظة غيلان في إيران. عاصمة المقاطعة هي سياهكل. حسب تعداد 2006، بلغ عدد السكان 46,991 نسمة في 13,196 عائلة.